# Лахуд, Рэй
Рэймонд Х. «Рэй» Лахуд (англ. Raymond H. "Ray" LaHood; род. 6 декабря 1945) — американский политик, член Республиканской партии, министр транспорта США в кабинете Барака Обамы (2009—2013).

## Биография
Родился 6 декабря 1945 года в Пеории (штат Иллинойс). Отец ливанского происхождения, мать — немецкого. В 1963 году окончил институт имени первого католического епископа Пеории Джона Сполдинга (Spalding Institute) в Пеории, учился в колледже Спун-Ривер (Spoon River College) в Кантоне, Иллинойс. В 1971 году получил степень бакалавра в университете имени Лидии Брэдли (Bradley University) в Пеории. Работал сначала учителем, а в 1972—1974 годах — директором Бюро по делам молодёжи округа Рок-Айленд. С 1974 по 1977 год состоял главным планировщиком в Комиссии городского планирования, с 1977 по 1982 год работал в штате конгрессмена Тома Рэйлсбэка, в 1982—1983 годах являлся членом Палаты представителей Иллинойса, с 1983 по 1994 год состоял в штате конгрессмена Роберта Майкла.
Лахуд в качестве кандидата Республиканской партии был избран в Палату представителей США и состоял в ней с 1995 по 2009 год. Став «новобранцем» 104-го Конгресса, Лахуд сразу заявил о себе как о самостоятельном политике, отказавшись полностью поддержать республиканскую законодательную программу (Contract with America), поскольку не считал возможным достичь одну из названных в ней целей: одновременное сокращение налогов и бездефицитный бюджет.
С 23 января 2009 по 2 июля 2013 года являлся министром транспорта в кабинете Барака Обамы. Был одним из двух республиканцев в его кабинете.
В январе 2014 года стал сопредседателем и ведущим адвокатом двухпартийной ассоциации избранных должностных лиц Building America’s Future, основанной бывшим губернатором Пенсильвании Эдом Ренделлом, бывшим губернатором Калифорнии Арнольдом Шварценеггером и бывшим мэром Нью-Йорка Майклом Блумбергом с целью осуществления плана инвестиций в инфраструктуру США. Также является старшим политическим советником транснациональной юридической фирмы DLA Piper. С января 2015 года — член совета попечителей Линкольнского института земельной политики.

## Семья
Семья Лахудов — ливанские католики-марониты, происходящие из деревни Айту (район Згарта в Северном Ливане). Прадед Рэя Лахуда Танус Лахуд (Tanous LaHood) в 1886 году переселился из Ливана в Пеорию (Иллинойс). Рэй Лахуд женат на Кэти Лахуд, у них четверо детей: Дарин, Эми, Сэм и Сара. Дарин Лахуд с 2015 года является конгрессменом США. Сэм Лахуд возглавлял египетское отделение Международного республиканского института, в 2012 году в числе 43 активистов неправительственных организаций оказался под судом по обвинению в организации общественного движения против военных властей Египта. 1 марта 2012 власти разрешили подсудимым иностранцам выезд из страны до вынесения приговора, и Сэм Лахуд был вывезен американским военным самолётом из Каира на Кипр.